# X&Y
『X&Y』（エックス アンド ワイ）はイギリスのロック・バンド、コールドプレイの3枚目のアルバム。日本では2005年6月1日、イギリスでは6月6日、アメリカでは6月7日に発売された。

## 概要
全英アルバムチャートでは発売と同時に1位を獲得し、初日だけで約15万枚の売り上げを記録したと報じられた。最初の週で464,471枚を売り上げ、イギリス音楽史上2番目に早く売れたアルバムとなった。全米アルバムチャートでも最初の週で737,000枚を売り上げを記録し自己の記録を更新した。また、アルバムからのファーストシングル「Speed of Sound」は全英シングルチャートで最高位2位、全米では最高位8位となった（なお、日本では最高位67位を記録している）。本作は2005年に全世界で約830万枚のセールスを記録し、同年で最も売れたアルバムとなった。
本作のタイトルについて、クリス・マーティンは「何の意味もないが、あるとも言える」と語っており、それを具体的に「何だか分からないもの―科学や数学、感情、男女間の恋愛等答えのないものに対する自分たちのなりの答え」だと語っている。本作はヨーロッパのテクノグループであるクラフトワークやデヴィッド・ボウイ、ブライアン・イーノに影響を受けているとされる。「Talk」にはクラフトワークの曲である「Computer Love」のメインリフを用いており、「Low」ではバックでブライアン・イーノがシンセサイザーを演奏している。アルバムの最後の曲である「Til Kingdom Come」はアメリカのカントリーミュージシャン、ジョニー・キャッシュのためにクリス・マーティンが書いた曲だがこの曲がレコーディングされる前にキャッシュは逝去している。
ジャケットデザインはケミカル・ブラザーズの『Push the Button』のアルバムカバーを手がけたTappin Goftonが担当している。カバーはBaudot Codeで、これを用いて「X&Y」と表している。しかしながらコード化プロセスの誤ってしまったためか実際には「X9Y」となっている。コードの色には特に意味はない。マーティンはコンサートで手の甲にアルバムカバーを表すシールを貼っている。CDのブックレットにはコード化されたアルファベットが載せられ、最終ページにはMake Trade Fairがコード化されて載せられている。
本作には、レーベルの意向によりコピーコントロールCDが採用されている。日本では本作のシングルカットとなった「Fix You」からセキュアCDが導入された。

### 日本での発売形態
日本では本国イギリスより5日早く先行発売された。本作の日本でのヒットを記念し、9月30日には『X&Y ジャパン・オンリー・スペシャル・プライス・エディション』として、5万枚限定で再発売された。また、2006年6月28日には『TWISTED LOGIC TOUR 2006』の来日公演を記念した『X&Y 来日記念 スペシャル・エディション』が、ボーナスCD付属の2枚組で発売された。なお、日本では「Speed of Sound」「Fix You」「Talk」「The Hardest Part」の4作がリカットされ、シングルCD化されている。

## 収録曲
全曲の作詞・作曲はマーティン、バックランド、ベリーマン、チャンピオン。
1. スクエア・ワン - "Square One" – 4:47
2. ホワット・イフ - "What If" – 4:57
3. ホワイト・シャドウズ - "White Shadows" – 5:28
4. フィックス・ユー - "Fix You" – 4:55
5. トーク - "Talk" (Berryman/Buckland/Champion/Martin/Hütter/Bartos/Schult) – 5:11
6. エックス・アンド・ワイ - "X&Y" – 4:34
7. スピード・オブ・サウンド - "Speed of Sound" – 4:48
8. ア・メッセージ - "A Message" – 4:45
9. ロウ - "Low" – 5:32
10. ザ・ハーデスト・パート - "The Hardest Part" – 4:25
11. スワロード・イン・ザ・シー - "Swallowed in the Sea" – 3:59
12. トゥイステッド・ロジック - "Twisted Logic" – 5:01 （4:26秒で曲が終わり、静音が続く）
13. ティル・キングダム・カム - "Til Kingdom Come" （ジョニー・キャッシュ） – 4:10
14. ハウ・ユー・シー・ザ・ワールド - "How You See the World" （日本盤のみのボーナストラック）

## 受賞した音楽賞
- 2005年、Q AwardsにてAlbum of the Yearを受賞。
- 2006年、ブリット・アウォーズにてBest British Albumを受賞。
- 2006年、Juno AwardにてInternational Album of the Yearを受賞。